# Villa Mundt (Erlenbach)

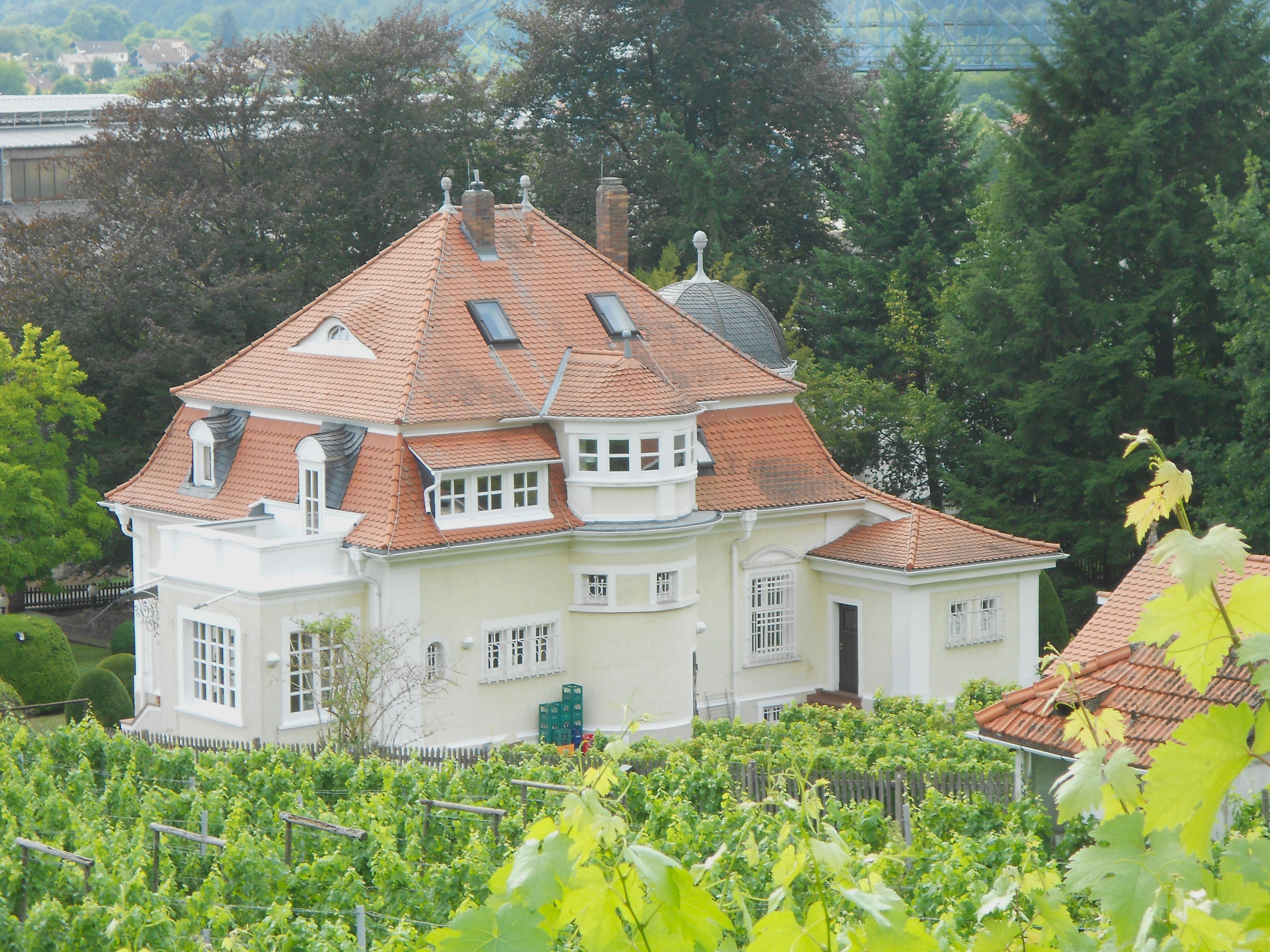
Villa Mundt in Erlenbach

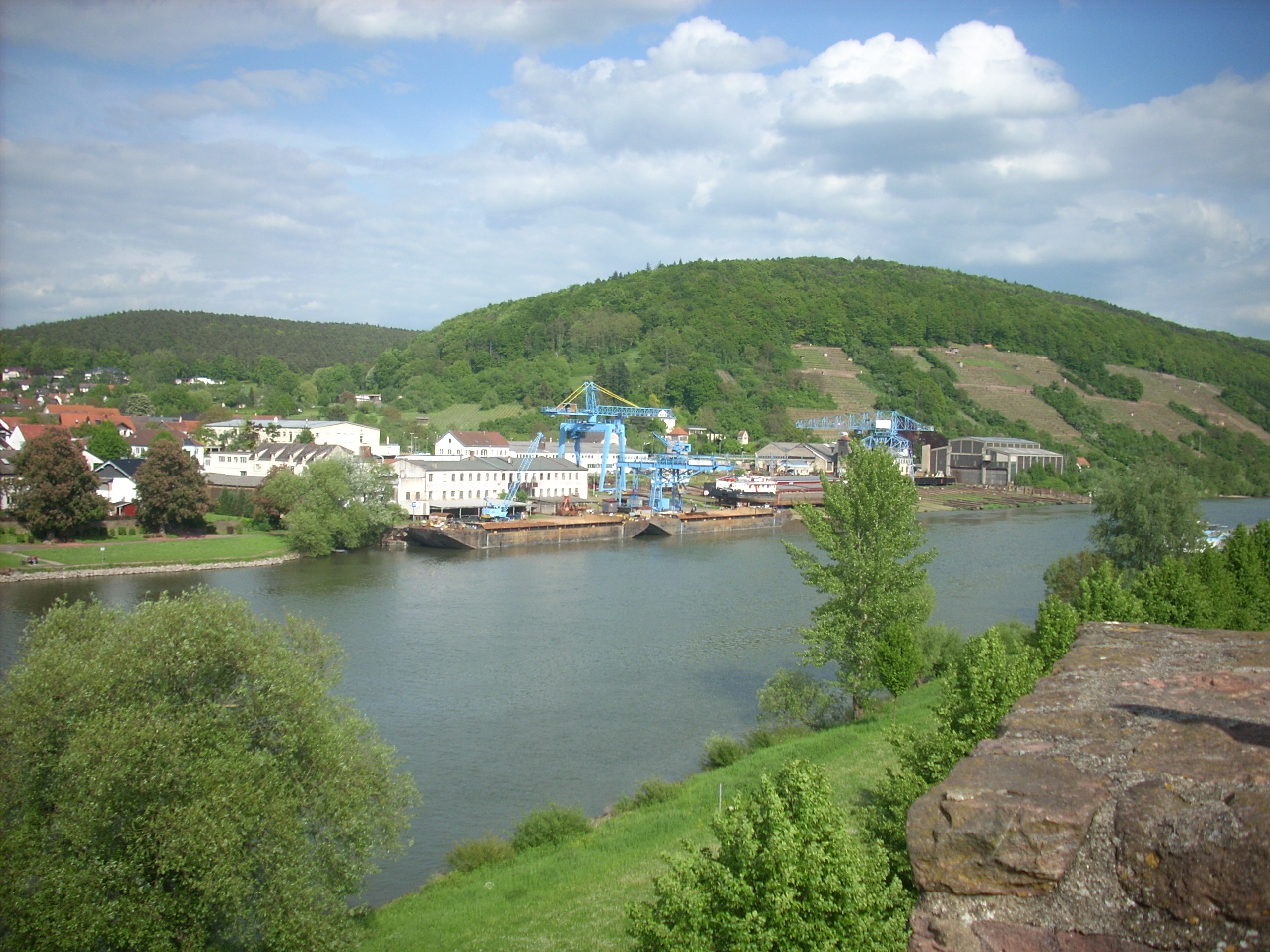
Schiffswerft Erlenbach am Main

Die Villa Mundt in Erlenbach am Main wurde 1923 für den Schiffsbauer Robert Mundt errichtet.

## Zur Vita des Bauherrn
Der Ostpreuße Robert Mundt war technischer Direktor der gegenüberliegenden Werft der Bayerischen Schiffsbau Gesellschaft und ließ 1923 die Villa erbauen, die noch heute seinen Namen trägt. Beim Schiffsbau-Studium in Danzig lernte Mundt Franz Schellenberger, den Spross einer Wörther Schiffswerft-Dynastie kennen, der den vormaligen Kommilitonen an den Untermain holte.
„Robert Mundt war zweifellos ein energischer Zeitgenosse, der zudem im Ruf stand, das Leben in vollen Zügen zu genießen. In diesen Jahren besaß die Villa für viele Erlenbacher den Nimbus der Unnahbarkeit.“

## Zur Villa
Bauherr der Villa Mundt in Erlenbach am Main war Robert Mundt, vormals Betriebsdirektor der Bayerischen Schiffsbau Gesellschaft. Die Werft liegt am gegenüberliegenden Ufer des Main. Wer den Entwurf gefertigt hat, lässt sich nicht sagen. 
Die Villa an der Klingenberger Straße 49 ist eine Jugendstil-Villa, auch wenn die eigentliche Zeit des Jugendstil bereits mindestens anderthalb Jahrzehnte vor der Erbauungszeit der Villa zurücklag. Die Villa mit Mansarddach besitzt einen polygonalen Eckerker und einen seitlichen Treppenaufgang. Sie ist umgeben von Weinbergen und einem weitläufigen Park mit altem Baumbestand.
Erst nachdem die Villa in den Besitz der Stadt Erlenbach gekommen war, war diese der Öffentlichkeit zugänglich. Sie wurde zu Repräsentationszwecken und in Verbindung mit dem Städtischen Weingut für Veranstaltungen rund um den Wein genutzt.
Das Anwesen ist wieder im Privatbesitz. Das Erlenbacher Ehepaar Andrea und Norbert Klein erwarb die Villa 1999 von der Stadt Erlenbach. Bis Juli 2012 stand sie zusammen mit Park und Gewölbekeller den Gästen für Familienfeiern, Hochzeiten, Geburtstage und Firmenveranstaltungen offen.
In der Villa, die 1999 renoviert wurde, finden auch Veranstaltungen statt, die viel mit Wein zu tun haben.
Die Villa liegt an der Route der Industriekultur Rhein-Main Bayerischer Untermain.